# Fort-Moville
Fort-Moville là một xã thuộc tỉnh Eure trong vùng Normandie miền bắc nước Pháp.